# Святой Иоаким
Свято́й Иоаки́м (ивр. יְהוֹיָקִים‎, греч. Ἰωακείμ) — в христианстве муж святой Анны, отец Богородицы. Православная церковь причисляет Иоакима к числу богоотцов.
Память совершается в Православной церкви 9 (22) сентября, в Католической церкви 26 июля.

## Жизнеописание
В житии святого Иоакима в изложении святителя Димитрия Ростовского ему даётся следующее происхождение: «Родословие его таково: у сына Давида Нафана родился сын Левий, Левий родил Мелхию и Панфира, Панфир родил Варпафира, Варпафир же родил Иоакима, отца Божией Матери».
Согласно житию, Иоаким жил в Назарете. Женился на Анне, дочери священника Матфана из колена Левина из рода Ааронова. В браке, когда супруги достигли преклонного возраста, родился единственный ребёнок — Мария, ставшая матерью Иисуса Христа. Иоаким прожил 80 лет.
Согласно православному преданию, Иоаким и Анна скончались в Иерусалиме, где в настоящее время находится православная церковь Рождества Пресвятой Богородицы с криптой (пещерой). Тело Иоакима было погребено в гробнице, над которой позднее была построена церковь Успения Божией Матери.

## Рождение Девы Марии

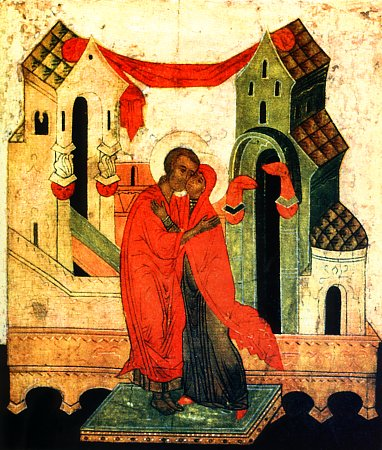
Икона «Целование Иоакима и Анны у Золотых ворот»

О зачатии и рождении Богородицы известно из апокрифического Протоевангелия Иакова (II век). Согласно данному рассказу у Иоакима и Анны долгое время не было детей. Когда первосвященник отказал Иоакиму в праве принести Богу жертву, так как он «не создал потомства Израилю», то он удалился в пустыню, а его жена осталась дома в одиночестве. В это время им обоим было видение ангела, возвестившего, что «Господь внял молитве твоей, ты зачнёшь и родишь, и о потомстве твоём будут говорить во всём мире».
После этого благовестия Иоаким и Анна встретились у Золотых ворот Иерусалима:

И вот Иоаким подошёл со своими стадами, и Анна, стоявшая у ворот, увидела Иоакима идущего, и, подбежав, обняла его, и сказала: Знаю теперь, что Господь благословил меня: будучи вдовою, я теперь не вдова, будучи бесплодною, я теперь зачну! И Иоаким в тот день обрёл покой в своём доме.
— Протоевангелие Иакова, 4:7—8.
После этого Иоаким пришёл в Иерусалимский храм «говоря: Если Господь смилостивился ко мне, то золотая пластина жреца покажет мне. И принёс Иоаким свои дары, и смотрел пристально на пластину, подошедши к жертвеннику Господню, и не увидел греха в себе».
Анна зачала и когда «прошли положенные ей месяцы, и Анна в девятый месяц родила». Дата зачатия — 9 декабря установлена исходя из того, чтобы она отстояла на 9 месяцев от даты Рождества Богородицы (8 сентября). Святитель Димитрий Ростовский при этом пишет: «Говорили же некоторые, будто Пресвятая Дева родилась через 7 месяцев — и родилась без мужа, но это несправедливо».